# Eugenio Chiesa
Eugenio Chiesa (Milano, 18 novembre 1863 – Giverny, 22 giugno 1930) è stato un politico italiano.

## Biografia

### Attività politica
Nato a Milano nel 1863, nel 1895 fu uno dei fondatori del Partito Repubblicano Italiano e ne divenne anche segretario politico tra il novembre del 1900 e l'ottobre del 1902 e poi, collegialmente, tra il maggio e il giugno del 1908.
Consigliere comunale di Milano ed eletto deputato nel 1904, per la sua grande autorità e dirittura morale nell'ambito della Battaglia di Caporetto fu nominato Commissario Generale per il Corpo Aeronautico nel governo Orlando, dal 1º novembre 1917 al 14 dicembre 1918. Non accettò l'incarico di ministro ma quello di Commissario Generale d'Aeronautica, all'interno del Ministero per le Armi e Munizioni per non giurare fedeltà al re.
Tale Commissariato aveva il compito di coordinare e presiedere alla mobilitazione industriale ed alla produzione di aeroplani e motori.
Nel 1909 fu tra i promotori dello sciopero generale di protesta per la fucilazione in Spagna del rivoluzionario Francisco Ferrer Guardia; propose un'interrogazione parlamentare alla Camera, alla quale il governo decise di non rispondere, a proposito dei contatti tra la baronessa Eleonora Siemens (erede dell'impresa tedesca omonima) e il generale Fecia di Cossato: essa gli valse ben cinque duelli, tutti raccontati successivamente da Guelfo Civinini sul Corriere della Sera.    
Nel 1919 contribuì efficacemente all'ideazione del porto di Marina di Carrara e alla fioritura economica della zona. Oppositore del regime fascista, nella seduta del 12 giugno 1924 fu il primo parlamentare ad accusare Mussolini di complicità nell'omicidio Matteotti, traendo le seguenti conclusioni dall'imbarazzato silenzio del Presidente del Consiglio:
(Atti parlamentari, XXVII legislatura del Regno d’Italia, resoconto stenografico dell’Assemblea della Camera dei deputati, 12 giugno 1924, p. 323)
L'anno dopo testimoniò contro il generale Emilio De Bono dinanzi all'Alta Corte di Giustizia. 
Venne poi costretto all'esilio nel 1926.  Morì quattro anni dopo, a sessantasei anni, a Giverny, piccolo comune della Normandia. A ricordo del suo impegno, nel 34º anniversario della sua morte i lavoratori del marmo carraresi posero un monumento commemorativo, tuttora presente nella città costiera toscana.
Fu padre di Mary Tibaldi Chiesa, nota scrittrice e prima eletta al parlamento italiano per il PRI.

### Massoneria

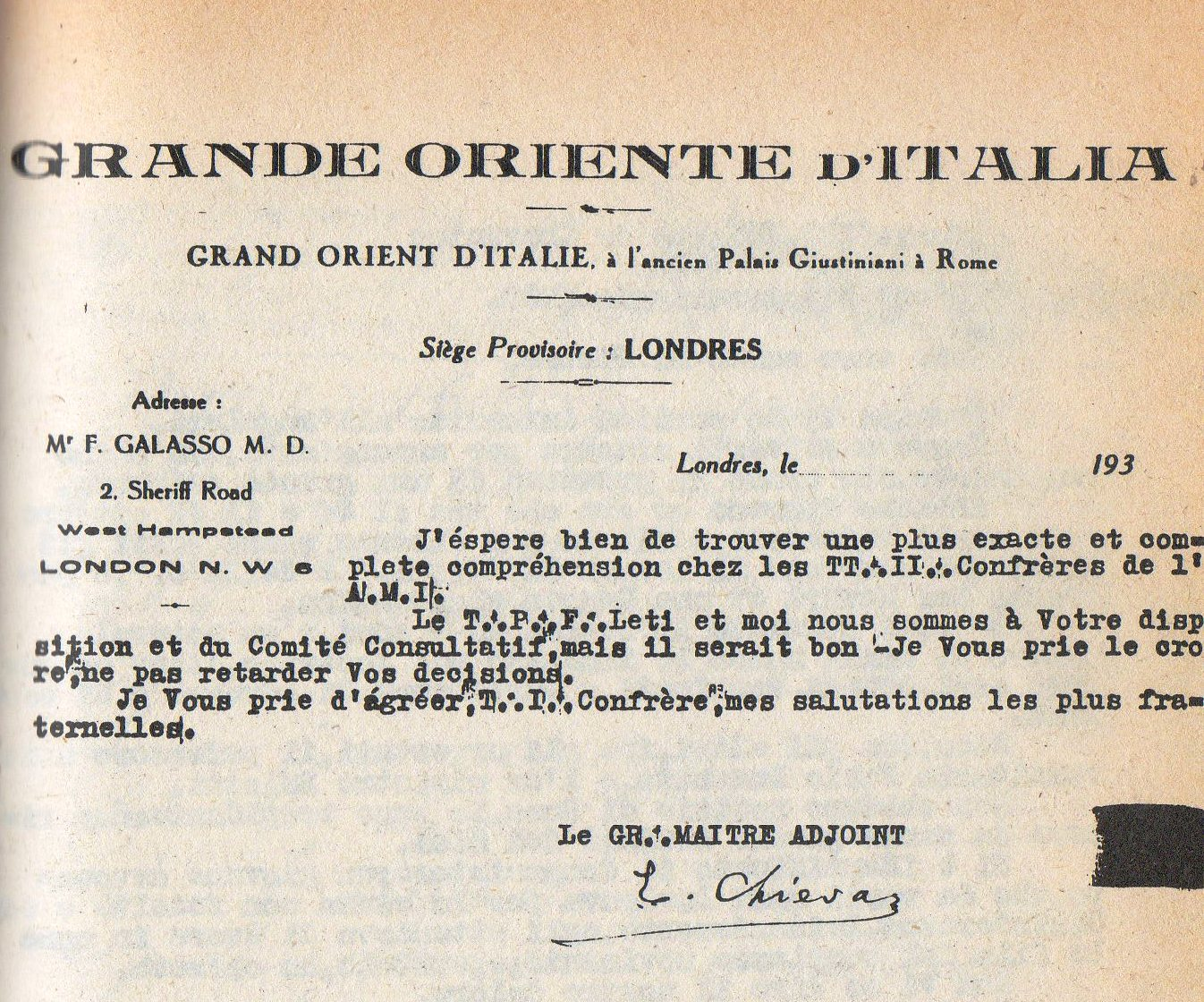
La nota con la quale il gran maestro aggiunto Eugenio Chiesa chiede l'ammissione del Grande Oriente in esilio all'Associazione massonica internazionale (1930)

Iniziato in massoneria nella loggia di Roma del Grande Oriente d'Italia Propaganda Massonica il 30 maggio 1913, in esilio in Francia Eugenio Chiesa fu eletto nel 1929 Maestro venerabile della Loggia Italia n. 450 della Gran Loggia di Francia a Parigi  e fu poi tra coloro che, il 12 gennaio 1930, procedettero alla ricostituzione in esilio del Grande Oriente d'Italia. A nome del Grande Oriente d'Italia in esilio a Londra chiese la sua ammissione all'Associazione massonica internazionale, presieduta da Arthur Groussier, Gran maestro del Grand Orient de France, che la rifiutò. Per rispetto alla persona di Domizio Torrigiani, gran maestro  uscente, confinato dal fascismo e in precarie condizioni di salute, Chiesa rinunciò alla carica di gran maestro effettivo pur assumendone "di fatto" le funzioni, come gran maestro aggiunto.
Ricoprì tale carica fino al giorno della scomparsa, coltivando anche idee socialiste e anarchiche.